# Dokumentlebenszyklusmanagement
Dokumentenlebenszyklusmanagement (DLM) (engl.: Document Lifecycle Management) bezeichnet allgemein die Unterstützung des vollständigen Lebenszyklus von Dokumenten von ihrer Entstehung über Nutzung, Speicherung, Archivierung und Ausgabe bis zur Entsorgung mit Hilfe von Informationslebenszyklusmanagement-, Dokumentenmanagement- oder Enterprise-Content-Management-Systemen.
Das Akronym DLM für Document Lifecycle Management ist zugleich Namensgeber der DLM-Forum-Initiative der Europäischen Kommission. Das DLM-Forum ist der Zusammenschluss der europäischen Nationalarchive und anderer Archive, die die Öffnung von Archiven für einen Open Access und langzeitige Verfügbarkeit sicherstellen wollen. Das mit EU-Mitteln geförderte DLM Forum gibt Studien und Codes of Best Practice heraus sowie veranstaltet regelmäßig internationale Konferenzen. Das DLM Forum hat unter anderem den MoReq-Standard (Model Requirements) veröffentlicht, der Metadaten und Funktionalität von Records-Management-Lösungen für Europa definiert. Träger des DLM Forum ist seit Mai 2010 die DLM Forum Foundation.